# Ján Valach
Ján Valach (19 de agosto de 1973) es un ciclista eslovaco. Desde 2022 ejerce de director deportivo del equipo Team TotalEnergies y anteriormente también lo fue de equipos como el Bora-Hansgrohe.

## Palmarés
| 1996 - Tour de la Somme - Tour de Eslovaquia - 3.º en el Campeonato de Eslovaquia en Ruta 1997 - 2.º en el Campeonato de Eslovaquia Contrarreloj - Campeonato de Eslovaquia en Ruta 1998 - Campeonato de Eslovaquia en Ruta - Campeonato de Eslovaquia Contrarreloj 1999 - 2.º en el Campeonato de Eslovaquia Contrarreloj - Campeonato de Eslovaquia en Ruta 2001 - Campeonato de Eslovaquia Contrarreloj - Campeonato de Eslovaquia en Ruta - 2 etapas del Tour de Egipto | 2002 - Campeonato de Eslovaquia Contrarreloj 2003 - Copa de los Cárpatos 2004 - 2.º en el Campeonato de Eslovaquia Contrarreloj 2005 - 2.º en el Campeonato de Eslovaquia Contrarreloj 2007 - 2.º en el Campeonato de Eslovaquia en Ruta 2009 - 1 etapa del Gran Premio Bradlo - 2.º en el Campeonato de Eslovaquia en Ruta |